# Arsago Seprio
Arsago Seprio là một đô thị và thị xã của Ý. Đô thị này thuộc tỉnh Varese trong vùng Lombardia. Arsago Seprio có diện tích 10 km2, dân số theo ước tính năm 2010 của Viện thống kê quốc gia Ý là 4508 người. 
Các đơn vị dân cư:
Đô thị Arsago Seprio giáp với các đô thị: